# Associazione Sportiva Edera (hockey su pista)
La Associazione Sportiva Edera hockey su pista è stata una squadra di hockey su pista maschile italiana con sede a Trieste, fondata nel 1945. È stata una sezione della società polisportiva Associazione Sportiva Edera.
Con l'allenatore Luigi Gallina era formata da giocatori provenienti in gran parte dalla squadra del Dopolavoro Ferroviario Trieste. Ha conquistato nel 1947 il Trofeo Città di Trieste e nel 1948 lo scudetto tricolore, il Torneo del 1º maggio e il Torneo internazionale di Trieste. Si è ritirata nel campionato 1956.
È ritornata all'attività agonistica nel 2010 partecipando alla Serie B e giocando alla palestra Foschiatti, ma si è ritirata nel campionato 2011-2012.

## Palmarès

### Titoli nazionali
- Campionato italiano: 1
  - 1948